# Konklawe 1503 (Juliusz II)
Konklawe 31 października – 1 listopada 1503 – konklawe, które wyniosło na tron papieski Juliusza II.

## Pontyfikat Piusa III
Papież Pius III został wybrany następcą Aleksandra VI 22 września 1503 jako kandydat kompromisowy. Od początku zapowiadał on podjęcie w kościele reform mających na celu przywrócenie mu nadszarpniętego przez poprzedników autorytetu. W chwili wyboru papież był już ciężko chory. Uroczystości koronacyjne 8 października ograniczono za względu na jego stan zdrowia. 18 października, po zaledwie 26 dniach pontyfikatu, zmarł.

## Sytuacja w Rzymie w okresie sediswakancji
Sytuacja w Rzymie niewiele się zmieniła od śmierci Aleksandra VI. Krótki pontyfikat Piusa III nie wystarczył na przywrócenie w mieście porządku. Nadal wisiała w powietrzu groźba wybuchu wojny domowej między zwolennikami rodu Orsinich a sprzymierzonym z Borgią rodem Colonnów. W pobliżu Rzymu stacjonowały wojska hiszpańskie i francuskie.

## Lista elektorów
Pius III nie mianował w ciągu swego panowania żadnych nowych kardynałów. W międzyczasie do Rzymu przybyło dwóch kardynałów nieobecnych na wrześniowym konklawe: Ippolito d’Este i Pietro Isvalies. W konklawe po śmierci Piusa III wzięło więc udział 38 z 44 żyjących kardynałów:
- Oliviero Carafa; Kardynał z Neapolu[4] (nominacja kardynalska: 18 września 1467) – kardynał biskup Sabiny; komendatariusz kościoła prezbiterialnego S. Eusebio; prymas Świętego Kolegium Kardynałów; administrator archidiecezji Neapolu i diecezji Kadyksu; komendatariusz opactwa terytorialnego Montevergine
- Giuliano della Rovere; Kardynał S. Pietro in Vincoli[4] (16 grudnia 1471) – kardynał biskup Ostia e Velletri; komendatariusz kościołów prezbiterialnych S. Pietro in Vincoli i Ss. XII Apostoli; penitencjariusz większy; archiprezbiter bazyliki laterańskiej; arcybiskup Awinionu; administrator diecezji Vercelli; legat apostolski w Awinionie; komendatariusz opactwa terytorialnego Nonantola
- Jorge da Costa; Kardynał z Lizbony[4] (18 grudnia 1476) – kardynał biskup Porto e Santa Rufina; komendatariusz kościoła prezbiterialnego S. Lorenzo in Lucina; administrator archidiecezji Bragi
- Girolamo Basso della Rovere; Kardynał z Recanati[4] (10 grudnia 1477) – kardynał biskup Palestriny
- Lorenzo Cibo de Mari; Kardynał z Benewentu (9 marca 1489) – kardynał biskup Albano; komendatariusz kościoła prezbiterialnego S. Marco; administrator diecezji Vannes i Noli
- Antoniotto Pallavicini; Kardynał S. Prassede[4] (9 marca 1489) – kardynał biskup Tusculum; komendatariusz kościoła prezbiterialnego S. Prassede; prefekt Trybunału Sygnatury Sprawiedliwości; biskup Orense; administrator diecezji Pampeluny; protektor  Zakonu Krzyżackiego
- Giovanni Antonio Sangiorgio; Kardynał z Alessandrii[4] (20 września 1493) – kardynał prezbiter Ss. Nereo ed Achilleo; biskup Parmy; tytularny patriarcha Jerozolimy
- Bernardino Lopez de Carvajal; Kardynał S. Croce[4] (20 września 1493) – kardynał prezbiter S. Croce in Gerusalemme; komendatariusz diecezji Sigüenzy; administrator diecezji Avellino
- Juan de Castro; Kardynał z Agrygentu[4] (19 lutego 1496) – kardynał prezbiter S. Prisca; biskup Agrygentu
- Domenico Grimani (20 września 1493) – kardynał prezbiter S. Nicola inter Imagines; patriarcha Akwileji
- Georges d’Amboise; Kardynał z Rouen[4] (17 września 1498) – kardynał prezbiter S. Sisto; arcybiskup Rouen; legat papieski we Francji
- Jaime Serra i Cau; Kardynał z Oristano[4] (28 września 1500) – kardynał prezbiter S. Clemente; legat apostolski w Umbrii; arcybiskup Oristano; administrator diecezji Linköping
- Pietro Isvalies; Kardynał z Reggio[4] (28 września 1500) – kardynał prezbiter S. Ciriaco e Ss. Quirico e Giulitta; arcybiskup Reggio di Calabria; administrator diecezji Veszprem
- Francisco de Borja; Kardynał z Cosenzy[4] (28 września 1500) – kardynał prezbiter S. Cecilia; arcybiskup Cosenzy; administrator diecezji Teano; kamerling Świętego Kolegium Kardynałów; legat apostolski w Kampanii; komendatariusz opactwa terytorialnego S. Vincenzo al Volturno
- Juan de Vera; Kardynał z Salerno[4] (28 września 1500) – kardynał prezbiter S. Balbina; arcybiskup Salerno
- Ludovico Podocathor; Kardynał z Capaccio[4] (28 września 1500) – kardynał prezbiter S. Agata in Suburra; arcybiskup Benewentu
- Antonio Trivulzio; Kardynał z Como[4] (28 września 1500) – kardynał prezbiter S. Anastasia; biskup Como
- Gianstefano Ferrero; Kardynał z Bolonii[4] (28 września 1500) – kardynał prezbiter S. Vitale; biskup Bolonii
- Juan Castellar y de Borja; Kardynał z Monreale[4] (31 maja 1503) – kardynał prezbiter S. Maria in Trastevere; arcybiskup Monreale
- Francisco de Remolins; Kardynał z Sorrento[4] (31 maja 1503) – kardynał prezbiter Ss. Giovanni e Paolo; arcybiskup Sorrento; administrator diecezji Perugii
- Francesco Soderini; Kardynał z Volterry[4] (31 maja 1503) – kardynał prezbiter S. Susanna; biskup Volterry
- Niccolò Fieschi (31 maja 1503) – kardynał prezbiter S. Lucia in Septisolio; biskup Fréjus
- Francisco Desprats; Kardynał z Leónu[4] (31 maja 1503) – kardynał prezbiter Ss. Sergio e Bacco; biskup Leónu
- Adriano Castello; Kardynał z Hereford[4] (31 maja 1503) – kardynał prezbiter S. Crisogono; biskup Hereford
- Jaime de Casanova (31 maja 1503) – kardynał prezbiter S. Stefano in Monte Celio
- Raffaele Sansoni Riario; Kardynał S. Giorgio[4] (10 grudnia 1477) – kardynał diakon S. Giorgio in Velabro; komendatariusz kościoła prezbiterialnego S. Lorenzo in Damaso; protodiakon Świętego Kolegium Kardynałów; kamerling Świętego Kościoła Rzymskiego; administrator diecezji Cuenci i Viterbo
- Giovanni Colonna (15 maja 1480) – kardynał diakon S. Maria in Aquiro; administrator diecezji Rieti; komendatariusz opactwa terytorialnego Subiaco
- Ascanio Sforza; Kardynał Ascanio[4] (17 marca 1484) – kardynał diakon Ss. Vito e Modesto; wicekanclerz Świętego Kościoła Rzymskiego; administrator diecezji Pawii i Cremony
- Giovanni de’ Medici (9 marca 1489) – kardynał diakon S. Maria in Domnica; komendatariusz opactwa terytorialnego Monte Cassino
- Federico di Sanseverino (9 marca 1489) – kardynał diakon S. Teodoro; administrator diecezji Maillezais i archidiecezji Vienne
- Ippolito d’Este; Kardynał z Ferrary[4] (20 września 1493) – kardynał diakon S. Lucia in Silice; administrator archidiecezji Mediolanu i Kapui oraz diecezji Eger i Ferrary; archiprezbiter bazyliki watykańskiej; komendatariusz opactwa terytorialnego S. Genesio w Brescello
- Giuliano Cesarini (20 września 1493) – kardynał diakon S. Angelo in Pescheria; administrator diecezji Ascoli Piceno; archiprezbiter bazyliki liberiańskiej
- Alessandro Farnese (20 września 1493) – kardynał diakon S. Eustachio; komendatariusz diakonii Ss. Cosma e Damiano; administrator diecezji Corneto e Montefiascone; legat apostolski w Marchii Ankońskiej
- Luigi d’Aragona (1494) – kardynał diakon S. Maria in Cosmedin; administrator diecezji Aversy, Capaccio i Policastro
- Amanieu d’Albret (28 września 1500) – kardynał diakon S. Nicola in Carcere Tulliano; administrator diecezji Pamiers
- Pedro Luis de Borja OSIoHieros (28 września 1500) – kardynał diakon S. Maria in Via Lata; arcybiskup Walencji
- Marco Cornaro (28 września 1500) – kardynał diakon S. Maria in Portico
- Francisco Lloris y de Borja; Kardynał z Elne[4] (31 maja 1503) – kardynał diakon S. Sabina; biskup Elne; komendatariusz diecezji Valence et Die; tytularny patriarcha Konstantynopola

Wśród elektorów było dwudziestu trzech Włochów, jedenastu Hiszpanów, dwóch Francuzów (d’Amboise i d’Albret), Portugalczyk (da Costa) i Grek (Podocator). Dwudziestu siedmiu mianował Aleksander VI, czterech Innocenty VIII, sześciu Sykstus IV, a jednego papież Paweł II.

### Nieobecni
Sześciu kardynałów nie przybyło na konklawe, w tym trzech Francuzów, Hiszpan, Niemiec i Węgier:
- Luis Juan del Milà y Borja; Kardynał z Segorbe[4] (20 lutego 1456) – kardynał prezbiter Ss. IV Coronati; protoprezbiter Świętego Kolegium Kardynałów; biskup Lleidy
- Guillaume Briçonnet; Kardynał Saint-Malo[4] (16 stycznia 1495) – kardynał prezbiter S. Pudenziana; arcybiskup Reims; biskup Saint-Malo; administrator diecezji Nîmes
- Philippe de Luxembourg; Kardynał z Luksemburga[4] (21 stycznia 1495) – kardynał prezbiter Ss. Marcellino e Pietro; biskup Le Mans i Thérouanne
- Raymond Pérault; Kardynał z Gurk[4] (20 września 1493) – kardynał prezbiter S. Maria Nuova; legat papieski w Niemczech, Danii, Norwegii, Szwecji i Prusach
- Tamás Bakócz; Kardynał z Ostrzyhomia[4] (28 września 1500) – kardynał prezbiter Ss. Silvestro e Martino; arcybiskup Ostrzyhomia i prymas Węgier; kanclerz królestwa Węgier
- Melchior von Meckau; Kardynał z Brixen[4] (31 maja 1503) – kardynał prezbiter bez tytułu; biskup Brixen

Wszystkich mianował Aleksander VI, z wyjątkiem protoprezbitera del Milà y Borja, którego mianował jeszcze Kalikst III.

## Układ sił
W Kolegium Kardynałów wyróżniano trzy ugrupowania, choć tylko dwa z nich można uznać za frakcje we właściwym znaczeniu tego słowa:
- Partia francuska – tworzyli ją francuscy kardynałowie Amboise i Albret oraz ich włoscy sprzymierzeńcy: Sanseverino, Fieschi, Medici, Soderini, Aragona i Sforza, choć lojalność dwóch ostatnich była bardzo wątpliwa,
- Partia hiszpańska – tworzyło ją jedenastu hiszpańskich kardynałów: Carvajal, Serra, Castro, Pedro Luis de Borja, Francisco de Borja, Castellar, Remolino, Desprats, Casanova, Vera i Lloris. Byli oni stronnikami Cezara Borgii. Sprzymierzony z nimi był Giovanni Colonna, przedstawiciel jednego z głównych rodów arystokratycznych Rzymu. Za życzliwego Hiszpanom uchodził też grecki kardynał Podocator.
- Partia włoska – tworzyli ją włoscy kardynałowie, którzy jednak nie stanowili zwartej całości.

Sędziwy Portugalczyk da Costa cieszył się powszechnym szacunkiem i nie należał do żadnej frakcji.
Na pozór niewiele się zatem zmieniło od ostatniego konklawe. W rzeczywistości jednak sytuacja zmieniła się i to bardzo znacząco.
Przede wszystkim okazało się, że potęga Cezara Borgii, której tak bardzo obawiano się w czasie pontyfikatu Aleksandra VI i w pierwszych tygodniach po jego śmierci, była mocno przeszacowana. W trakcie poprzedniego konklawe Cezar Borgia został zmuszony do podporządkowania się zarządzeniu Świętego Kolegium i musiał wyjechać z Rzymu do Nepi. Wprawdzie Pius III pod naciskiem hiszpańskich kardynałów zezwolił mu na powrót do miasta, ale w tym samym czasie utracił poparcie dowodzącego hiszpańskimi wojskami Gonsalvo de Cordoba. Wydał on rozkaz, aby wszyscy żołnierze, których oddał do dyspozycji Cezarowi, opuścili go i powrócili do hiszpańskich jednostek. Cezarowi pozostał bardzo istotny atut – od jego zdania zależały głosy hiszpańskich kardynałów, było jednak oczywiste, że to nie on będzie głównym rozgrywającym. Ponadto wrześniowe konklawe udowodniło także, że żadnych szans na zdobycie tiary nie ma kandydat Francuzów Georges d’Amboise. Oznaczało to, że Francuzi i ich sojusznicy musieli szukać kandydatów spoza swego grona.
W tej sytuacji doszło do znaczącego zawężenia grona kandydatów. Liczyli się praktycznie tylko Oliviero Carafa, Giuliano della Rovere oraz Raffaele Riario. Spośród tej trójki dość szybko zdecydowanym faworytem został della Rovere, którego, mimo licznych zastrzeżeń, były w stanie zaakceptować zarówno Francja, jak i Hiszpania. Ponadto poparcia udzieliła mu Wenecja i większość włoskich kardynałów.

## Targi i przygotowania do elekcji
Giuliano della Rovere był wrogiem papieża Aleksandra VI i jego syna Cezara. Przez znaczną część pontyfikatu papieża Borgii przebywał na wygnaniu we Francji. Mimo to rozumiał, że bez poparcia hiszpańskich kardynałów może nie uzyskać wymaganej większości głosów, ich poparcie natomiast wymagało zjednania sobie Cezara Borgii. Obecnie było to dużo prostsze niż jeszcze kilka tygodni wcześniej, pozycja Borgii bowiem znacznie osłabła. Na spotkaniu w pałacu papieskim w niedzielę 29 października Giuliano della Rovere podpisał z Cezarem porozumienie, w którym gwarantował mu zachowanie stanowiska naczelnego dowódcy wojsk papieskich, zachowanie wszystkich posiadanych dóbr, alians matrymonialny oraz zgodę na odbicie księstwa Romanii. Ponadto obiecał stanowiska i beneficja hiszpańskim kardynałom, np. kardynał Luis de Borja, kuzyn Cezara, miał otrzymać bardzo dochodowy urząd wielkiego penitencjariusza. W zamian za te obietnice 11 hiszpańskich kardynałów obiecało mu poparcie na konklawe. Cezar prawdopodobnie obawiał się, że della Rovere może zostać wybrany nawet bez jego poparcia, uznał więc, że lepiej się z nim dogadać, póki ma jeszcze jakieś argumenty.
Po uzyskaniu poparcia Hiszpanów Giuliano della Rovere wystarczyło już tylko zapewnić sobie niezbędną większość 2/3. Uzyskał to identycznymi sposobami, jak jego wróg Rodrigo Borgia 11 lat wcześniej. Wśród Włochów większość i tak sprzyjała jego kandydaturze, a ci niezdecydowani szybko zostali „przekonani” odpowiednimi łapówkami i obietnicami, np. Colonnie obiecał stanowisko archiprezbitera bazyliki laterańskiej oraz opactwo Grottaferrata. Z kolei Ascanio Sforza dostał obietnicę wsparcia dążeń jego brata do odzyskania księstwa Mediolanu, okupowanego wówczas przez Francuzów. Nie przeszkodziło to mu w złożeniu francuskiemu kardynałowi Amboise obietnicy przyjaźni Stolicy Apostolskiej wobec Francji. Ponadto Amboise w zamian za poparcie miał objąć stanowisko legata papieskiego w królestwie Francji oraz Awinionie. W składaniu symonicznych obietnic della Rovere nie miał praktycznie żadnych skrupułów i czynił to nieomal jawnie. W przeddzień rozpoczęcia konklawe miał już zagwarantowane poparcie wszystkich stronnictw.

## Wybór Juliusza II
Konklawe rozpoczęło się 31 października 1503. Wpierw kardynałowie podpisali kapitulację wyborczą, która zawierała następujące zobowiązania:
- kontynuacja walki z Imperium Osmańskim
- zwołanie reformatorskiego soboru w ciągu dwóch lat w miejscu zaaprobowanym przez ⅔ Kolegium Kardynalskiego
- zakaz prowadzenia wojny z jakimkolwiek mocarstwem chrześcijańskim oraz nominowania nowych kardynałów bez zgody ⅔ Kolegium Kardynalskiego.

Było to jedno z najkrótszych konklawe w historii. Pierwsze głosowanie odbyło się następnego dnia rano i było czystą formalnością. Giuliano della Rovere został prawie jednogłośnie wybrany na papieża. Tylko on sam zagłosował na d’Amboise, a d’Amboise na Carafę. Elekt przybrał imię Juliusza II. Uroczysta inauguracja jego pontyfikatu odbyła się 26 listopada 1503.
Paradoksalnie, choć Juliusz II został wybrany dzięki jawnemu przekupstwu większości elektorów, podjął on zdecydowane kroki przeciwko symonii w Kościele. Bulla Cum tam divino z 14 stycznia 1505 ustanawiała automatyczną nieważność wyboru papieża dokonanego za pomocą symonii.

## Uzupełniające źródła internetowe
- The Triple Crown
- The Cardinals of the Holy Roman Church
- Sede Vacante 1503